# Ансельми, Тина
Тина Ансельми (итал. Tina Anselmi; 25 марта 1927, Кастельфранко-Венето — 1 ноября 2016, Кастельфранко-Венето) — итальянский государственный деятель, первая женщина-министр в истории Итальянской Республики. Министр труда и социального обеспечения. Министр здравоохранения Италии. Кандидат на пост президента Италии.

## Биография
Родилась в католической семье. Отец работал помощником аптекаря, разделял социалистические идеи и подвергался за это преследованиям со стороны фашистов, мать и бабушка управляли остерией. Окончила гимназию в своём родном городе, затем — гуманитарный лицей (Istituto magistrale) в Бассано-дель-Граппа. Здесь 26 сентября 1944 года с группой других студентов была принуждена фашистами к участию в казни 31 заключённого, после чего решила примкнуть к Сопротивлению. Получив псевдоним «Габриэлла», стала связной партизанской бригады имени Чезаре Баттисти, затем перешла в региональный штаб области Венеция Добровольческого корпуса свободы.
В декабре 1944 года вступила в Христианско-демократическую партию. После войны окончила университет Святого Сердца в Милане, где изучала филологию, и работала учителем начальной школы. С 1945 по 1948 год работала в руководстве профсоюза рабочих текстильной промышленности, с 1948 по 1955 год — профсоюза школьных учителей. Первоначально являлась активистом профобъединения ВИКТ, а после создания в 1950 году Итальянской конфедерации профсоюзов трудящихся перешла в неё.
Являлась активисткой молодёжного движения христианских демократов, вице-президентом Женского европейского союза, с 1959 года входила в Национальный совет ХДП.
С 1968 по 1992 год состояла во фракции ХДП Палаты депутатов Италии шести созывов, с 5-го по 10-й.
В марте-ноябре 1974 года являлась младшим статс-секретарём министерства труда и социального обеспечения Италии в пятом правительстве Румора.
В 1976—1978 годах — министр труда и социального обеспечения в третьем правительстве Андреотти, затем — в 1978—1979 годах занимала должность министра здравоохранения в четвёртом правительстве Андреотти и до 4 августа 1979 года — в его же пятом правительстве.
Принимала активное участие в создании Национальной службы здравоохранения Италии. В 1981 году возглавила комиссию Палаты депутатов по расследованию деятельности масонской ложи П-2, которая завершила свою работу через четыре года. В 1992 году по инициативе сатирического еженедельника Cuore и при поддержке партии «Сеть» (La rete) ее кандидатура была выдвинута для участия в президентских выборах. 2 июня 2016 года, в праздник Республики, была издана почтовая марка с изображением Ансельми — впервые в истории такая честь была оказана живущему государственному деятелю.

## Награды
Дама Большого креста ордена «За заслуги перед Итальянской Республикой» (18 июня 1998 года)